# سنتوریون

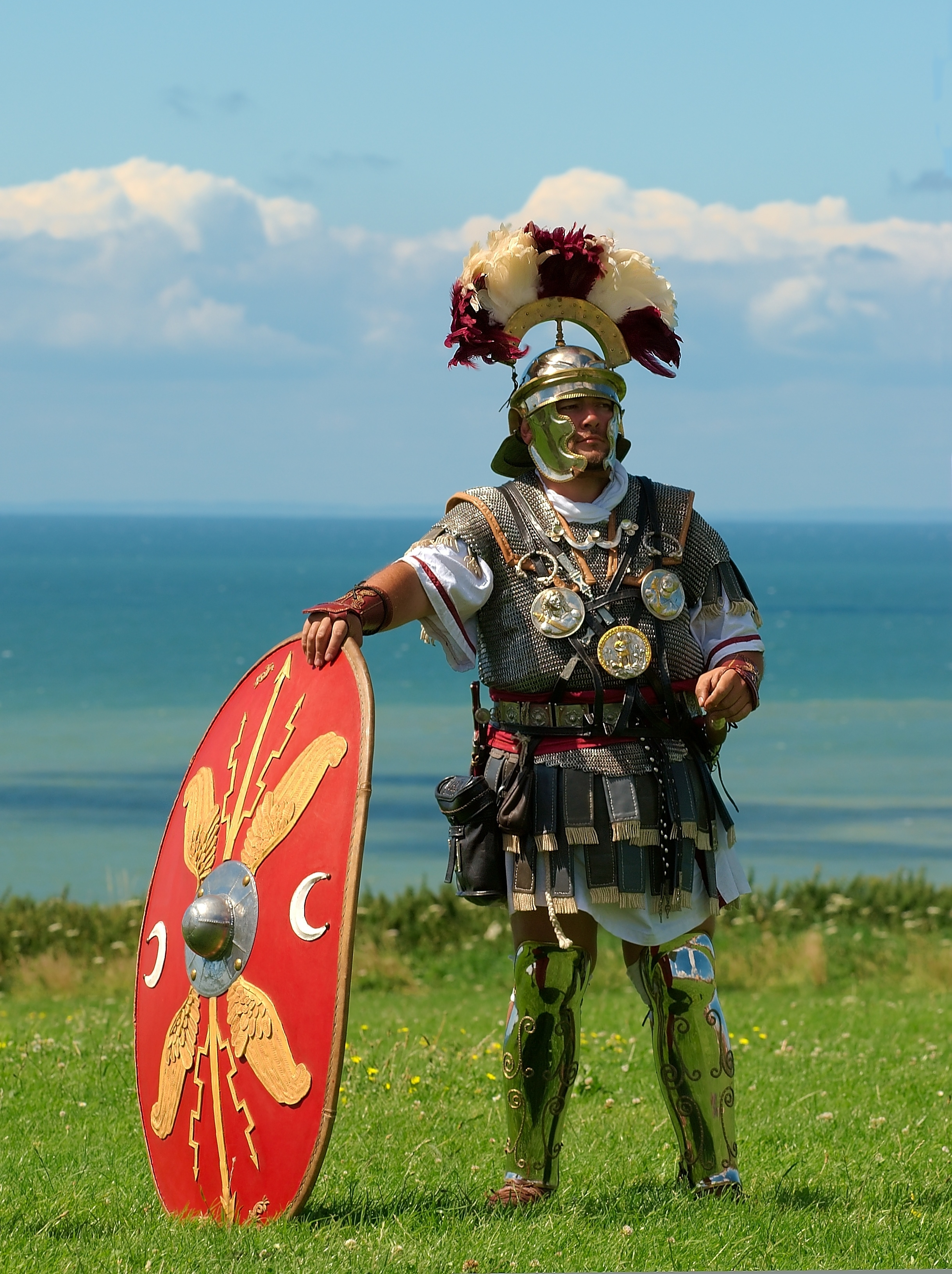
پوشش بازسازی‌شده سنتوریون. این پوشش نمادین و افتخاری بود و لباس رزم آن‌ها در میدان جنگ نبود.

سنتوریون (لاتین: centurio، یونانی باستان: κεντυρίων) مقامی در ارتش روم و فرمانده یک سنتوریا (لاتین: centuria)، واحد نظامی متشکل از حدود ۸۰ لژیونر، بود. سنتوریا از واژه سنتوم (centum) به معنای «صد» ریشه گرفته‌است.
سنتوریون‌ها در نیروی دریایی روم نیز خدمت می‌کردند. پس از اصلاحات ماریان توسط گایوس ماریوس در سال ۱۰۷ پیش از میلاد ، سنتوریون‌ها افسران حرفه‌ای بودند. در اواخر دوران باستان متأخر و قرون وسطی، سنتوریون‌های ارتش بیزانس نیز با نام کنتارک (یونانی باستان: κένταρχος) شناخته می‌شدند.